# Lissonotus rugosus
Lissonotus rugosus är en skalbaggsart som beskrevs av Fuchs 1958. Lissonotus rugosus ingår i släktet Lissonotus och familjen långhorningar. Inga underarter finns listade i Catalogue of Life.